# Municipio de Ljusdal
Ljusdal (en sueco: Ljusdals kommun) es un municipio de la provincia de Gävleborg, Suecia, en la provincia histórica de Hälsingland. Su sede se encuentra en la localidad de Ljusdal. El municipio actual se creó en 1971 cuando la ciudad de mercado (köping) de Ljusdal (instituida como tal en 1914) se fusionó con los municipios rurales Järvsö, Färila, Los y Ramsjö..

## Localidades
Hay siete áreas urbanas (tätort) en el municipio:
| # | Tätort   | Población |
| - | -------- | --------- |
| 1 | Ljusdal  | 7314      |
| 2 | Järvsö   | 1542      |
| 3 | Färila   | 1423      |
| 4 | Tallåsen | 590       |
| 5 | Lillhaga | 398       |
| 6 | Los      | 349       |
| 7 | Hybo     | 218       |

## Demografía

### Desarrollo poblacional
| Gráfica de evolución demográfica de Ljusdal entre 1970 y 2015 |
|                                                               |
| Fuente: SCB                                                   |

## Ciudades hermanas
Ljusdal esta hermanado o tiene tratado de cooperación con:
- Assens, Dinamarca
- Vinni, Estonia
- Schlieben, Alemania
- Ikaalinen, Finlandia
- Tynset, Noruega (1990-2002)